# Imma lithosioides
Imma lithosioides är en fjärilsart som beskrevs av Moore 1886. Imma lithosioides ingår i släktet Imma och familjen Immidae. Inga underarter finns listade i Catalogue of Life.